# Даріо Фо
Даріо Фо (італ. Dario Fo; 24 березня 1926, Санджано, провінція Варезе — 13 жовтня 2016, Мілан) — італійський драматург, режисер, теоретик театру, художник. Лауреат Нобелівської премії з літератури (1997), почесний доктор римського університету «Ла Сап'єнца» (2006).

## Біографія

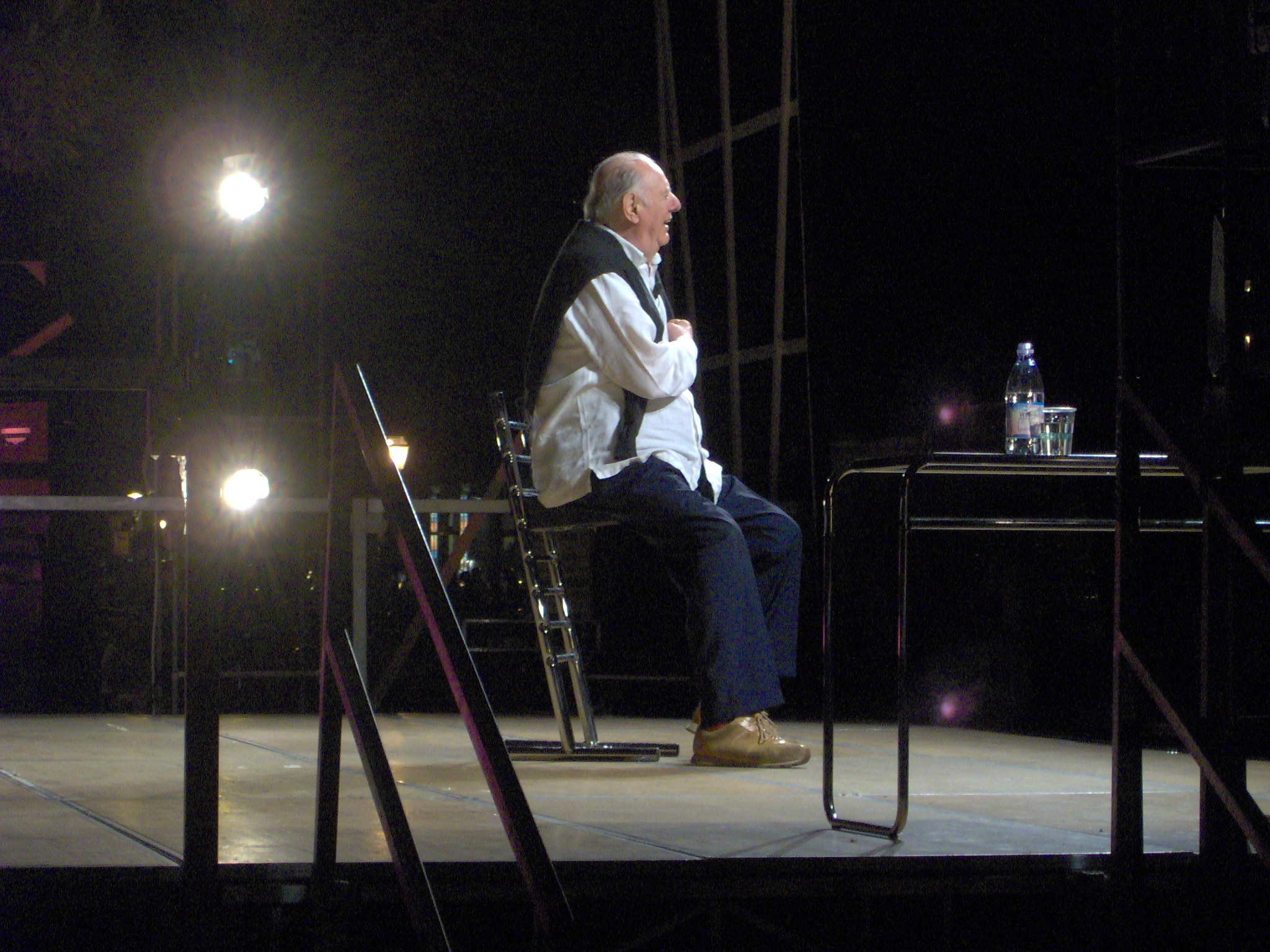
Даріо Фо, червень 2007

Батько майбутнього драматурга працював залізничником. Обоє батьків мали антифашистські переконання, а батько був членом соціалістичної партії. З дитинства у Фо виявився великий потяг до мистецтвом. Незважаючи на скруту, батьки вирішили підтримати сина в його мистецьких зацікавленнях. З 1940 року Даріо Фо поступив на факультет сценографії у міланській Академії Брера, де вивчав живопис, а в 1945 році перейшов на навчання на факультет архітектури Міланського політехнічного інституту.
Перші твори Фо написав у студентські роки. Це були невеликі монологи, сатиричні скетчі, напівфантастичні оповідання (схожі на народні перекази). Ці твори він виконував у колі друзів і з часом зажив популярності. З 1952 року Фо працює на радіо, де виконує свої гумористичні монологи.
1953 року Фо залишив інститут і цілковито присвятив себе творчості. Він заснував театр-вар'єте разом з акторами Ф. Паренті та Д. Дурано. Для цього театру він написав і поставив два фарси «Пальцем в око» (1953) і «Зв'язати здорових» (1954). Незабаром обидва твори були заборонені цензурою. У той час на творчий розвиток Фо великий вплив мав французький мім і режисер Жак Лекок.
1954 року Фо одружився з акторкою Франке Раме, яка стала його постійною партнеркою й працювала артисткою в його театрі. У 1955—1957 роках Фо писав сценарії для кіно, виступав як художник і виконавець у деяких фільмах, зокрема у режисера Карло Лідзані. У 1957—1958 роках тандем Фо-Рамі робить свій дебют у Міланському Пікколо Театро, потім вирушає в річний тур всією Італією.
У 1959 році він створив новий театр «Трупа Даріо Фо — Франке Раме», для якого писав комедії. Особливо успішною була п'єса на три акти «Архангели не грають у фліпер» («Gli archangeli giocano a flipper», 1959), фарсова комедія, сатира на чиновницьку бюрократію, й комедія «Ізабелла, три каравели і базікало» («Isabrella, tre caravelle e un cacciabelle», 1963) — про Христофора Колумба, його відкриття та нелегкі стосунки з королівською владою Іспанії. У 1961 році проходить перший виступ за кордоном у Стокгольмі, потім у Польщі. Театр Даріо Фо побував у 73 країнах світу.
Війна у В'єтнамі та студентська революція 1968 року, що прокотилася всією Європою, спонукали Фо цілковито змінити своє ставлення до театру та до ролі драматурга в сучасному суспільстві. Він відмовився від комерційності й став найпомітнішим представником «політичного театру», — руху, що набув популярності, зокрема й у Франції. За підтримки АРЦІ (ARCI), культурної організації італійської компартії він організував новий театр «Нуова шена» (нова сцена), до якого увійшли близько 30 акторів. Фо написав і поставив декілька комедій про боротьбу пролетаріату з капіталом у стилістиці агітпропу. Найуспішнішою була комедія «Робітник знає 300 слів, а хазяїн 1000. Через те він хазяїн» («L'operaio conosce 300 parole 1000 per queato lui e il padrone», 1969).
У 1969 році Фо створив свій найвідоміший твір — «Містерію-буфф» («Misted Buffo», 1969). Цей гостросатиричний твір був спрямований як на правих, так і на лівих, зокрема на італійських комуністів. Тож у 1970 році після тривалих дискусій Фо і Раме залишили театр «Нуова шена» та вийшли з рядів комуністичної партії. Того самого року вони створили новий незалежний театр ультралівого спрямування «Ла Комуне». Однією із найкращих комедій Фо, створених в цей період — п'єса «Випадкова смерть анархіста».
На запрошення RAI 2 Фо повертається на телебачення. 1977 року Фо розробив декілька великих телевізійних проектів, зокрема багатосерійний телеваріант спектаклю «Містерія-буфф». У 1982 році він поставив моноспектакль за матеріалами середньовічних фарсів «Непристойна байка». У 1977—1979 роках написав декілька п'єс феміністичного спрямування, зокрема п'єсу «Увесь дім, постіль і церква» (1977) і комедію «Вільна пара».
У 1981 році Копенгагенський університет нагородив Фо престижною премією Соннінга, яку він присвятив Франке. У 1990—1991 роках Даріо Фо знову виступає на сцені зі своїми новими монологами.
Нобелівська премія з літератури 1997 року була присуджена Даріо Фо «за те, що він, наслідуючи середньовічних блазнів, осуджує владу й авторитет і захищає гідність пригноблених».
Протягом всієї своєї творчої життя Даріо Фо і Франка Рамі вели активне громадське життя, яка іноді перетворювалася на політичну боротьбу. У сатиричних комедіях Фо на євангельські сюжети «Архангели не грають у фліппер» (1959), «Містерія-буф» (1969), а також у п'єсі «Випадкова смерть анархіста» (1971) соціальний гротеск доведений до карикатури.
До 1986 року Фо написав сорок п'єс, які йдуть зараз у 48 країнах світу, зокрема і в Україні (Київ (Київський академічний театр «Колесо»), Львів, Ужгород, та ін.)
У 1997 році Фо одержав Нобелівську премію з літератури. На думку Фо, ця премія для нього — «це визнання слова, виконуваного зі сцени». С. Аллен, постійний секретар шведської Академії, сказав при врученні нагороди: «Даріо Фо — одна із центральних постатей європейського театру останніх десятиліть. Він наслідує середньовічних блазнів, відважно критикуючи та захищаючи пригноблених. Він відкриває нам очі на зловживання можновладців і суспільні несправедливості».
2001 року Фо став членом міжнародного Колежу патафізики, створеного на честь Альфреда Жаррі. У 2008 році брав участь у зйомках фільму-розслідування Джульєтти К'єза 9/11.Розслідування з нуля про події 11 вересня 2001 року в Нью-Йорку.

## Творчість

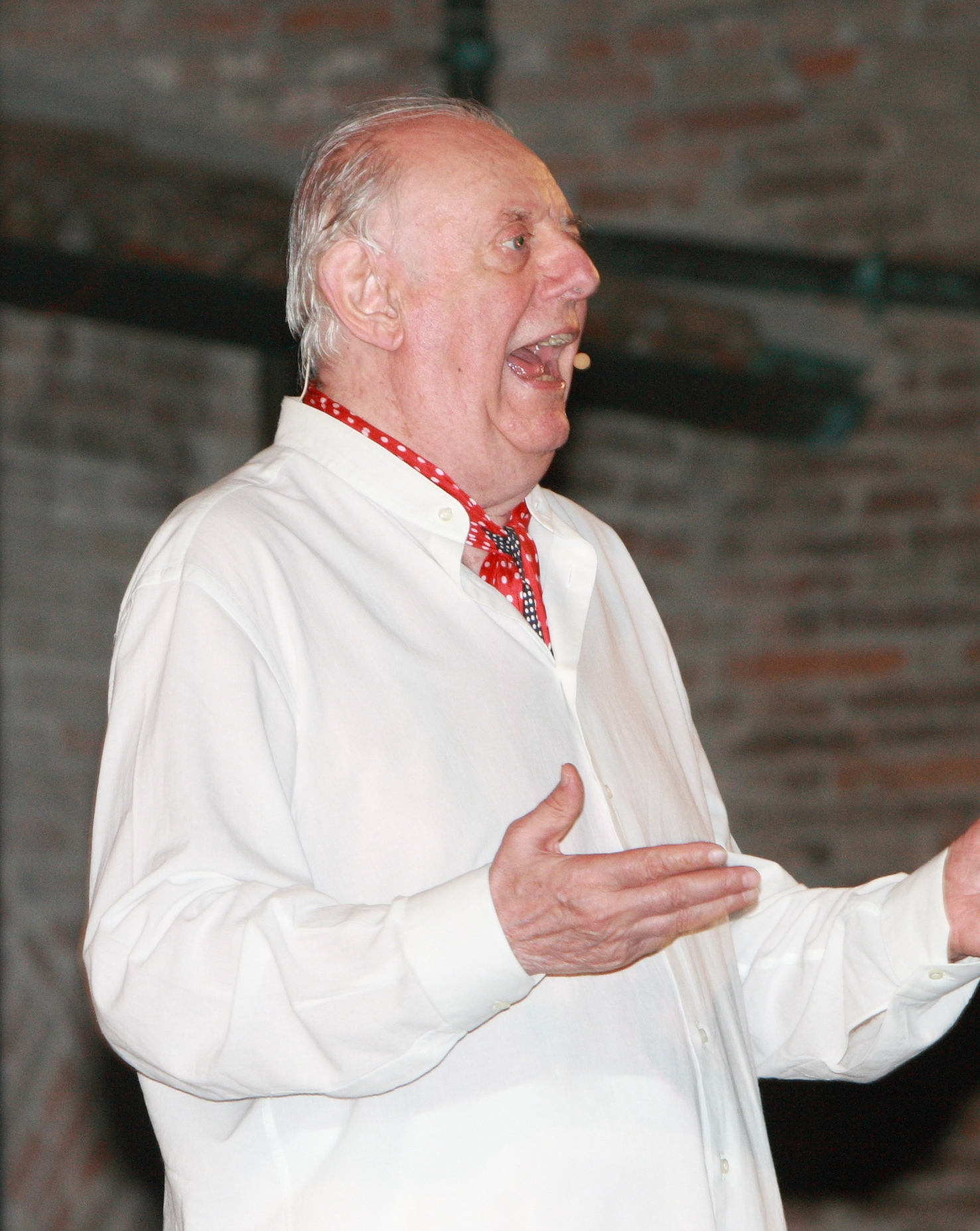
Даріо Фо (11 липня 2008 року)

Театр Фо безпосередньо пов'язаний з традицією комедії дель арте, для його п'єс характерна імпровізаційність, фарсове начало, відмова від психологізму, поєднання реальності та фантастики, гротесковість, буфонада, високий ритм, використання музики й пісень.
Він автор сценічних фарсів-арлекінад («Пальцем у око», 1953), документальних політичних драм в традиціях Брехтівського театру («Народна війна в Чилі», 1973, та інші), гротескно-сатиричних п'єс, перейнятих чорним гумором, насичених актуальними алюзіями й побудованих на акторській імпровізації. Тут прийоми агітпропівської сатири переплітаються з елементами середньовічних майданних дьяблерій, комедії дель арте, ярмаркового театру ляльок, циркової клоунади.

### Містерія-Буфф
Містерія-Буфф («Mistero buffo», 1969) — це комічна містерія за сюжетами Євангелія, середньовічних хронік Італії й Франції. П'єса складається з окремих сцен: «Воскресіння Лазаря», «Народження комедіанта», «Боніфацій VIII» та ін. Створюючи «Містерію…», Фо спирався на апокрифічні євангелія. Він вживав відомі сюжети й перетлумачував їх. У п'єсі дуже багато дійових осіб, але, за задумом автора це моноспектакль. Усіх персонажів виконує один актор. Уперше Фо поставив «Містерію-буфф» у 1969 році. Відтоді зміст п'єси надзвичайно розширився: щоби виконати її всю, потрібен не один вечір. П'єса має відкриту структуру. Це своєрідна театральна імпровізація, й хоча вона може прийняти і приймає нові сюжети, нові сцени, при цьому її структура не порушується, а залишається стійкою. Власне ігровий сюжет легко і вільно переходить у безпосереднє спілкування з глядачами. Фо підштовхує до розмови про проблеми сучасної політики, використовуючи для цього навіть найменший привід. Маючи тонке відчуття залу, він імпровізує й інколи несподівано навіть для своїх колег додає до спектаклю нові, незаплановані раніше сцени. Не існує двох однакових спектаклів за «Містерією-буфф», та й опубліковані варіанти п'єси відрізняються один від одного. Так серед персонажів цієї п'єси свого часу побували (поряд із власне персонажами комедії) всі провідні політики Італії й світу останніх трьох десятиліть.

### Випадкова смерть анархіста
Випадкова смерть анархіста («Morte accidentale di un anarchico», 1970) — яскравий, сценічний, сповнений гумору твір. За формою і жанром — це фарс. За змістом — своєрідне розслідування загадкової смерті людини, котра «випадково випала з вікна» поліцейського відділка за загадкових обставин. Водночас це твір про владу мистецтва над людьми, що є однією з улюблених тем театру Даріо Фо.

## Вибрані твори
- Il dito nell'occhio (1953)
- Sani da legare (1954)

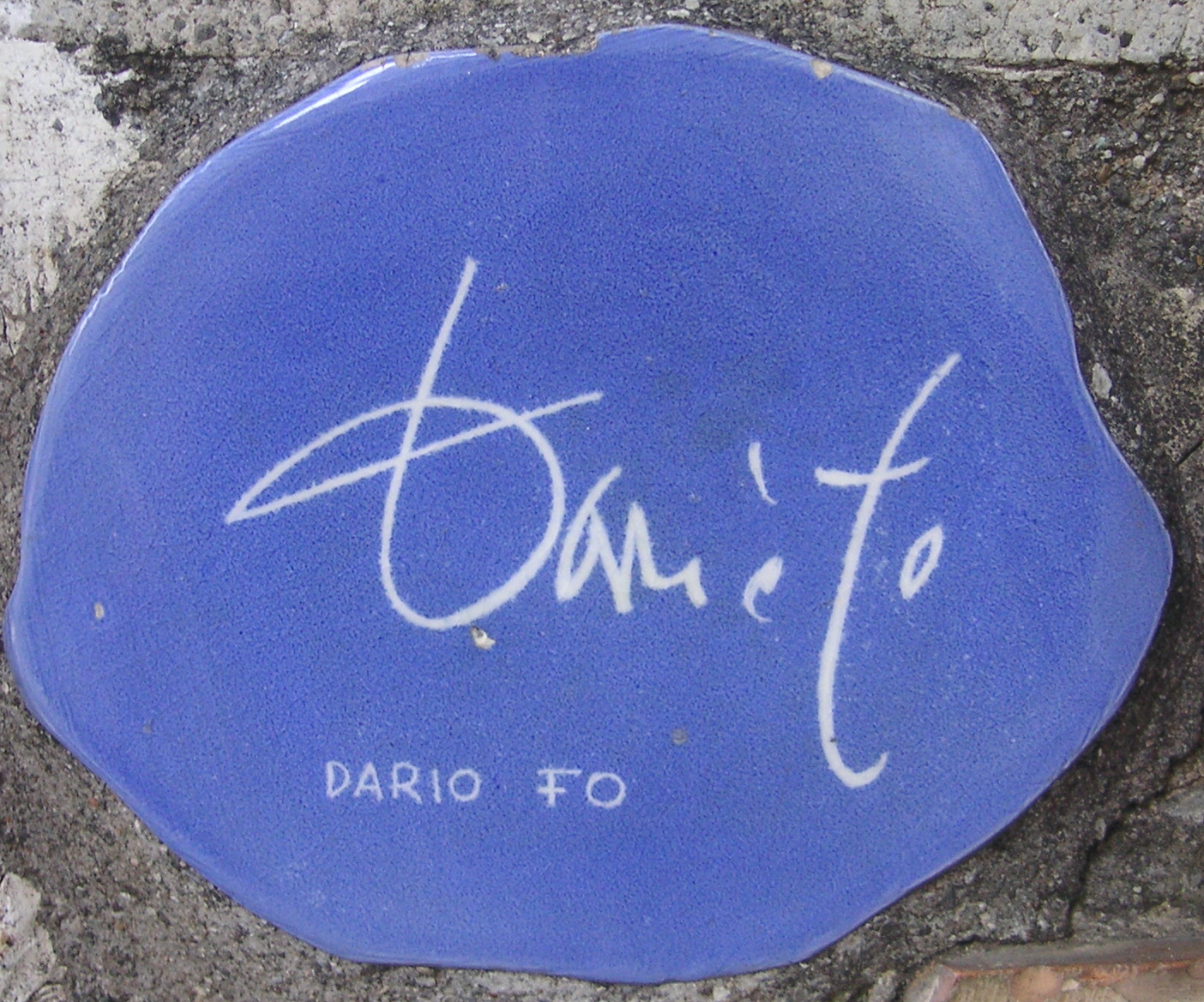
Автограф Даріо Фо

- Non tutti i ladri vengono per nuocere (1958)
- Gli arcangeli non giocano a flipper (1959)
- Aveva due pistole con gli occhi bianchi e neri (1960)
- Chi ruba un piede è fortunato in amore (1961)
- Isabella, tre caravelle e un cacciaballe (1963)
- [[Settimo: ruba un po' meno (1964)
- La colpa è sempre del diavolo (1965)
- La signora è da buttare (1967)
- Grande pantomima con pupazzi grandi, piccoli e medi (1968)
- L'operaio conosce 300 parole, il padrone 1000: per questo è lui il padrone (1969)
- Mistero buffo (1969)
- Morte accidentale di un anarchico (1970)
- Morte e resurrezione di un pupazzo (1971)
- Tutti uniti! Tutti insieme! Ma scusa quello non è il padrone? (1971)
- Il Fanfani rapito (1973)
- Non si paga, non si paga! (1974)
- Clacson, trombette e pernacchi (1981)
- Coppia aperta, quasi spalancata (1983)
- Il papa e la strega (1989)
- Johan Padan a la descoverta de le Americhe (1991)
- Il diavolo con le zinne (1997)
- Lu Santo Jullare Françesco (1997)
- Marino libero, Marino è innocente (1998)
- Il paese dei mezarat (2002)
- L'anomalo Bicefalo (2003)
- Sotto paga! Non si paga!]] (2007)